# حركة الحفاظ على البيئة في الولايات المتحدة

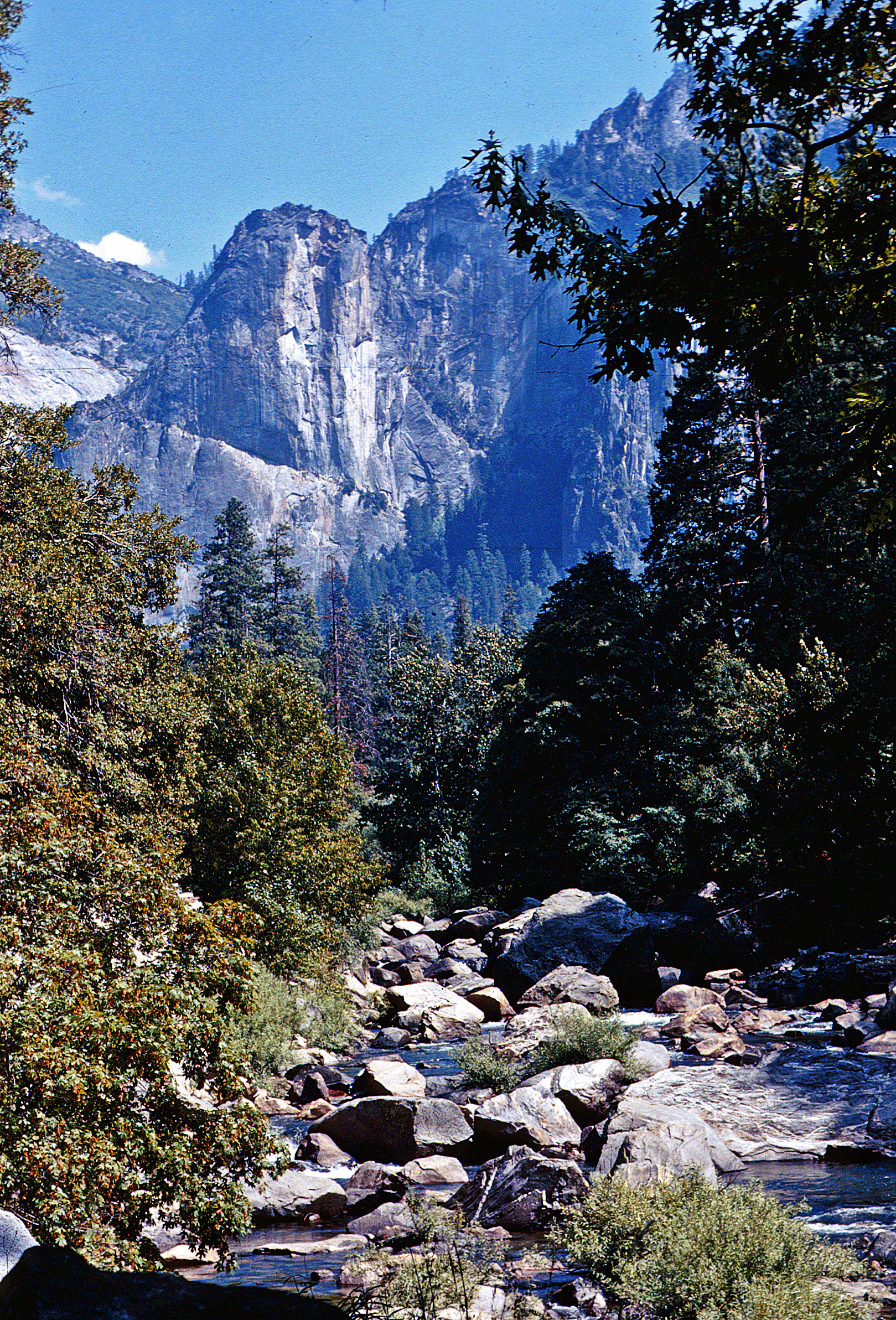

يمكن إرجاع بداية حركة الحفاظ على البيئة في الولايات المتحدة إلى القرن التاسع عشر عند إنشاء أول حديقة وطنية فيها. تشير المحافظة على الطبيعة بشكل عام إلى فعل استخدام الأرض و/أو مواردها الطبيعية بوعي وفعالية. يمكن أن يكون ذلك على شكل تخصيص مساحات من الأراضي محمية من الصيد أو التنمية الحضرية، أو يمكن أن يتخذ شكل استخدام أقل للموارد مثل المعادن أو الماء أو الفحم. تحدث عملية الحفاظ هذه عادةً من خلال أو بعد إقرار التشريع على المستوى المحلي أو الوطني.
بدأت حركة الحفاظ على البيئة في الولايات المتحدة بمثابة حركة بدأها الرياضيون الأمريكيون الذين أدركوا أن النفايات العشوائية للحياة البرية وموائلها أدت إلى انقراض بعض الأنواع، بينما كانت الأنواع الأخرى في خطر. بدأ جون موير ونادي سييرا الحركة الحديثة، ويظهر التاريخ أن نادي بون وكروكيت، الذي شكله ثيودور روزفلت، قاد حركة الحفاظ على البيئة في الولايات المتحدة.
في حين أن للحفاظ والحماية تعريفات متشابهة وفئات واسعة، تشير الحماية في النطاق الطبيعي والبيئي إلى عملية المحافظة على المناطق على حالها ومحاولة عدم استخدام مواردها؛ قد يستخدم الحفاظ طرقًا مماثلة ولكنه لا يدعو إلى تقليل استخدام الموارد، بل هو طريقة مسؤولة لتحقيق ذلك. يوجد هناك فرق بين نادي سييرا ونادي بون وكروكيت، وهو أن نادي سييرا كان وما زال منظمة محمية، في حين أن نادي بون وكروكيت يؤيد الحفاظ، الذي يعرف ببساطة على أنه «استخدام ذكي للموارد الطبيعية». 

## نبذة تاريخية

### فلسفة حركة الحفاظ على البيئة الأمريكية المبكرة
طور بعض الأمريكيون خلال القرن التاسع عشر شغفًا عميقًا وثابتًا نحو الطبيعة. بدأ التطور المبكر لحركة الحفاظ على البيئة من خلال الاعتراف العام والخاص بالعلاقة بين الإنسان والطبيعة التي غالبًا ما انعكست في الأعمال الأدبية والفنية العظيمة خلال القرن التاسع عشر. رسم الفنانون، مثل ألبرت بيرشتات، لوحات مناظر طبيعية عظيمة للغرب الأمريكي خلال منتصف القرن التاسع عشر، إذ تمحورت هذه اللوحات حول العصور الشعبية ممثلةً عجائب الطبيعة الفريدة للحدود الأمريكية بشكل لا يصدق. رسم فريتز إدوين تشرتش في عام 1860 لوحة «شفق في البرية»، والتي كانت تحفة فنية من العصر الذي استكشف الأهمية المتزايدة للحياة البرية الأمريكية.
أضفى الكتاب الأمريكيون أيضًا الطابع الرومانسي على الطبيعة بصفتها موضوعًا مطروحًا. أُثبت مع ذلك أن هنري ديفيد ثورو هو أحد أبرز الشخصيات الأدبية في حركة الحفاظ المبكرة، إذ فصّل في كتابه والدن، تجاربه في بيئة بحيرة والدن بوند الطبيعية وتقديره العميق للطبيعة. بل ووصف في إحدى الحالات حزنًا عميقًا على رؤية شجرة مقطوعة. دخل ثورو في حالة حسرة على عدم تقديس العالم الطبيعي: «أود لو أن مزارعينا شعروا عندما قطعوا غابة ببعض الرهبة التي شعر بها الرومان القدامى عندما خُلقت أرضهم من العدم، أو سمحوا للنور بدخول تلك الأرض المكرسة للرب». كان ثورو «مهتمًا بحماية» الطبيعة مثلما قال في كتاب والدن. ألقى هنري ديفيد ثورو في عام 1860 خطابًا إلى جمعية ميدلسكس الزراعية في ماساتشوستس؛ استكشف الخطاب المعنون «تعاقب الأشجار الحرجية» بيئة الغابات، وشجع المجتمع الزراعي على زراعة الأشجار. أصبح هذا الخطاب أحد «أهم المساهمات البيئية المؤثرة في الفكر المحافظ على البيئة».
شكل الرياضيون البارزون والكتاب وعلماء الإنسان والسياسيين أساس هذه الفلسفة من خلال مراقبة الأمريكيين الأصليين وكيفية تفاعلهم مع الموارد المتاحة لهم. انضم عالم الإنسان جورج بيرد غرينيل على سبيل المثال إلى بعثة حصلت في عام 1870 صادفت قبائل مختلفة مثل الباوني لفترات طويلة ومديدة، وذكر جورج استخدامهم لكل جزء من الحيوان بعد صيده، وكيفية إعدادهم بشكل رسمي لاستخدام وأخذ أي موارد كانت الأرض توفرها لهم. نُشرت هذه الملاحظات المشحونة بلغة إدانة اتجاه الطريقة التي يعامل بها الصيادون والرياضيون الأوروبيون مع الحياة البرية والموارد مثل الأخشاب، في الصحف والدوريات المتداولة على نطاق واسع في ذلك الوقت.
كانت حركة الحفاظ على البيئة الأمريكية المبكرة ناجحة أيضًا بسبب العمل الشاق الذي قام به جون موير، الذي يُشار إليه بصفته واحدًا من أوائل علماء البيئة الأمريكيين، والحاصل على العديد من الأوسمة الأمريكية للعمل البيئي. يقع منزل عائلته في مارتينيز في كاليفورنيا، إذ كُرم بصفته موقعًا تاريخيًا وطنيًا، ويقع كذلك منزل طفولته في بورتاج في ويسكونسن في فاونتن ليك فارم، وهو معلم تاريخي وطني. كان عاملاً سابقاً على عربة تجرها الأحصنة، واقترب من العمى نتيجة تعرضه لحادث في العمل. بعد أن فقد بصره تقريبًا، قرر موير رؤية «عجائب أمريكا الطبيعية». كتب موير استنادًا إلى رحلاته في جميع أنحاء يوسمايت وجبال سييرا نيفادا، مجموعة من المقالات لمجلة سنشري بعنوان «دراسات في سييرا». انضم جون موير في عام 1892 إلى رئيس تحرير مجلة «سنشري» روبرت أندروود جونسون، لتأسيس نادي سييرا، وهو منظمة مصممة لحماية الموارد الطبيعية الأمريكية والمتنزهات العامة. أدرك الأمريكيون الأوائل أهمية الموارد الطبيعية وضرورة الحفاظ على البرية من أجل الحصاد المُستدام للموارد الطبيعية. اعتُرف حقيقةً بأن الحفاظ على البرية والمشاهد الحضرية أمر بالغ الأهمية للأجيال القادمة، واستمراريتها في بيئة صحية. يرتكز أساس حركة الحفاظ على البيئة في الولايات المتحدة خلال الفترة الممتدة بين 1850 و1920. اتحدت الاتجاهات التاريخية والعقليات الثقافية في نهاية المطاف، ما أثر على الأفكار والسياسة تجاه التاريخ المبكر لحركة الحفاظ على البيئة في الولايات المتحدة.
لاحظ أعضاء نادي سييرا عبر مشاركاتهم الأخيرة ومن خلال الإمعان في أساس حركة الحفاظ على البيئة التي ساعد في وضعها جون موير، نفاق جهود الحفاظ على البيئة التي بذلها في ظل هذه الحالات من العنصرية الموثقة. كتب روس ويكفيلد أنه على الرغم من اعتراف موير بالأمريكيين الأصليين بصفتهم بشرًا، إلا أنه فعل ذلك على مضض، وأن سياسة التفرقة العنصرية أثرت على آرائه، ما أثر على اعتقاده بعدم مقدرتهم على تحقيق نفس المستوى من النقاء والصفاء الذي تصنعه الطبيعة. يشير المؤرخون البيئيون، مثل كارولين ميرشانت، إلى موير أيضًا باعتباره شخصًا غير راغب في توسيع جهوده للحفاظ على مجموعات من الناس غير البيض. تشرح كارولين في شيدس أوف داركنس أنه خلال رحلته سيرًا على الأقدام من كندا (حيث لجأ من أجل الهروب من كونه جنديًا في الحرب الأهلية) نزولًا إلى خليج المكسيك، غالبًا ما صادف مجموعات من الأمريكيين من أصل أفريقي وكتب عنهم بازدراء شديد وتصاغُر. غالبًا ما قارن في رواياته وأوصافه للأماكن التي كان يسافر عبرها، بين الرعاية والتقديس، إذ شعر أن الطبيعة تستحقهما مع ملاحظات حول كون السود شيطانيين وغير قادرين على إكمال المهمات بكفاءة مثل البيض.